# Frank Böckelmann
Frank Böckelmann (* 25. Juli 1941 in Dresden) ist ein deutscher Autor, Medien- und Kulturwissenschaftler.

## Leben
Aufgewachsen in Stuttgart, lebte Böckelmann ab 1960 in München. Hier gründete er anfangs Literaturzeitschriften (darunter Ludus – mit Uwe Lausen – und Texturen – mit Hartwin Gromes), studierte Philosophie und Kommunikationswissenschaft, assistierte dem Husserl-Schüler Arnold Metzger und beteiligte sich ab 1963 an der Subversiven Aktion, zusammen mit Dieter Kunzelmann, Herbert Nagel, Rodolphe Gasché, Rudi Dutschke und Bernd Rabehl. 1966 initiierte Böckelmann die „Studiengruppe für Sozialtheorie“ und war Wortführer der „antiautoritären Fraktion“ im Münchner SDS. Wegen Landfriedensbruchs, schweren Aufruhrs und Gefangenenbefreiung wurde er zu Gefängnisstrafen auf Bewährung verurteilt. Im Sommer 1968 zog er sich aus dem SDS und wenige Jahre später aus der Neuen Linken zurück. Er verfasste neben seiner Dissertation (Die Problematik existentieller Freiheit bei Karl Jaspers, 1972) bei Hermann Krings weitere Schriften über den Freiheitsbegriff in der Gegenwartsphilosophie. Ende der 1960er Jahre begann Böckelmann, über Alltagsphänomene, Geschlechterrollen und Probleme der Massenkommunikation zu schreiben. Von 1969 bis 1972 verfasste er Reportagen und Zeitdiagnosen für Twen und Stern.
Ab 1976 war er in der freien Medienforschung tätig. Drei Jahrzehnte lang wirkte er als Projektleiter in der Arbeitsgruppe Kommunikationsforschung München (AKM) und untersuchte für öffentliche Auftraggeber u. a. das italienische Privatfernsehen, familiäre Fernsehroutinen, die Verflechtungen zwischen Zeitungsverlagen und Privatsendern sowie die wirtschaftliche Entwicklung im privaten Rundfunk. Davon profitierte schließlich das 2004 gemeinsam mit Hersch Fischler verfasste Buch Bertelsmann. Hinter der Fassade des Medienimperiums.
Gemeinsam mit Dietmar Kamper († 2001) und Walter Seitter gab Böckelmann seit 1979 die Schriftenreihe Tumult. Schriften zur Verkehrswissenschaft heraus. Seit Frühjahr 2014 erscheint neben der Schriftenreihe und ebenfalls unter dem Haupttitel Tumult die themenübergreifende Tumult. Vierteljahresschrift für Konsensstörung, gegründet und bis Ende 2015 redigiert sowie „verantwortet“ von Böckelmann und dem Wiener Philosophen und Lektor Horst Ebner, danach „herausgegeben“ von Frank Böckelmann allein. Verlegt wird dieses Magazin – nach einem Zwischenspiel beim Alpheus Verlag von Hanns Zischler – von einem gemeinnützigen Verein. Motiviert wurde die Gründung eines solchen „Organs aktueller Auseinandersetzung“, Böckelmann und Ebner zufolge, durch „die auffällige Zurückhaltung der Intellektuellen angesichts der Konvulsion globaler Mächte und Märkte und den wachsenden Konsensdruck in der öffentlichen Meinung online und offline“. Beides bedinge sich gegenseitig.
Böckelmann lebt seit 2010 wieder in seiner Geburtsstadt Dresden.

## Positionen
In Böckelmanns Argumentation begegnen Denkmotive aus dem Linkshegelianismus jenen von Martin Heidegger, Carl Schmitt und insbesondere von Jean Baudrillard und Paul Virilio, deren Texte teilweise auch in Tumult abgedruckt wurden. Allgemeine Anerkennung hat er sich vor allem als Stilist erworben, der seine Theorien sorgsam anhand von Alltagsphänomenen entwickelt.
Böckelmanns Bücher und Aufsätze, die ein breites Themenspektrum behandeln, protokollieren nicht zuletzt die Mentalitätsgeschichte der Bundesrepublik. Aus dem Zentrum der studentischen Fundamentalopposition kommend, für die Adornos und Horkheimers Dialektik der Aufklärung die „eigentliche Grundlegungsschrift“ darstellte, nahmen sie in den letzten Jahrzehnten des 20. Jahrhunderts eine Sonderstellung ein. Nach seinem Abschied von der Neuen Linken legte Böckelmann, Magnus Klaue in der SZ zufolge, „maßgebliche Studien über die Alterung des Marxismus und den Wandel des autoritären Charakters vor“. „Seine 1971 und 1972 publizierten Bücher Die schlechte Aufhebung der autoritären Persönlichkeit und Über Marx und Adorno sind immer noch lesenswert, weil sie von ungewöhnlicher Klarsicht gegenüber dem Konformismus der Neuen Linken zeugen.“
In der politischen Auseinandersetzung und der kulturellen Selbstwahrnehmung (West-)Deutschlands seit den 1980er Jahren erkennt Böckelmann eine grundsätzliche Paradoxie: Man beklage den Verlust der Verbindlichkeit aller Lehren und Tugenden, die einst Orientierung gaben (Christentum, Aufklärung, Marxismus, Liberalismus, Psychoanalyse, Ehre und Treue, Heimat und Vaterland). Gleichzeitig aber gewännen bestimmte Leitideen wie Chancengleichheit, Selbstbestimmung, Toleranz, Vielfalt und Weltoffenheit (die „westlichen“ bzw. „europäischen Werte“) unanfechtbare Geltung. Böckelmann erklärt dies damit, dass diese Postulate jeden Gehalt eingebüßt haben und nur noch als Teilnahme- und Verkehrsregeln fungieren. Sie suggerierten Gewissheit nach dem Ende jeder Gewissheit.
Auf diese Deutung spielt bereits der Buchtitel Die Emanzipation ins Leere an. Nach Böckelmanns Auffassung – dargelegt in seiner 2014 publizierten Grundlagenschrift Jargon der Weltoffenheit – sprechen die „westlichen Werte“ gleichsam nur noch Einladungen aus, über mögliche Werte zu diskutieren, und lassen die nordatlantischen Gesellschaften in einer „Nullposition“ verharren.
Nach Böckelmann muss Politik die globale Gesamtentwicklung im Blick haben, um nicht in Opportunismus oder Moralismus abzugleiten: „Wir befinden uns durch Medien, Massenkonsum, Interkontinentalverkehr, Popkultur und Internet bereits auf einer weitgehend entgrenzten Erde“. Es drohe die Austauschbarkeit der Orte, Lebensräume, Gesichter, Herkünfte, Religionen, Gesinnungen und Lebensweisen. Vor diesem Hintergrund beschleunigen Multikultarismus und Massenmigration – so Böckelmann – „die kulturelle Vereinheitlichung und Verödung der Erde“.
Böckelmann sieht im fortschreitenden Prozess der Globalisierung den Hauptgrund dafür, dass sich immer mehr Menschen nach Rückverortung, Heimat und Zugehörigkeit, Anwesenheit und Unverwechselbarkeit sehnen: „Damit eine Person oder eine Gestalt oder eine Position weltoffen sein kann, muss sie zunächst einen Stand haben, der ihre Aufnahmefähigkeit ausprägt, muss sie einem Ort zugehören, von dem aus sie sich zur Welt hin öffnen kann.“ Für letztlich verhängnisvoller als Fremdenfeindlichkeit hält Böckelmann die von Gleichgültigkeit genährte zunehmende „Fremdheitsvergessenheit“: „die Hemmung, den Menschen ins Gesicht zu sehen und zu sagen, was man sieht, eine regelrechte Wahrnehmungsblockade (…)“.
Böckelmann vertritt einen antiuniversalistischen Standpunkt. Er spricht der westlichen Zivilisation das Recht und die Fähigkeit ab, mit Postulaten der europäischen Aufklärung (Gleichheit, Willens- und Wahlfreiheit des Einzelnen, Toleranz, Demokratie) die Verständigung der Weltteile untereinander zu regeln. Nicht für wünschenswert hält er den „globalen Siegeszug eines dunkelhaarigen und kaffeebraunen Standardmenschen in einer einheitlichen Weltkultur.“ Daher wurde Böckelmann eine nationalkonservative Gesinnung attestiert. Dierk Spreen schrieb 2017: „Jede Kultur in ihren eigenen Raum, Grenzen dicht und scharf schießen. (…) Es geht nicht darum, wie man den Anderen als Anderen schätzen könnte. (…) Böckelmann geht es nicht um den ‘Kampf um Anerkennung’ (Axel Honneth), sondern um die Durchsetzung kulturell-völkischer Reinheitsgebote nach dem Motto ‚Jedem seine Heimat‚‘. Vermischung und Hybridität werden abgelehnt. (…) Die Kritik der Indifferenz ist sozusagen die Injektionsnadel, um das Gift völkisch-kulturalistischer Kategorien einzuspritzen.“ Für Böckelmann hingegen hat der „Kampf gegen Rechts“ eine Alibi-Funktion: vom „Ernstfall“, dem „drohenden Unheil“ künftiger Masseneinwanderung aus Afrika und Vorderasien, abzulenken.
Breiten Raum in seinen Schriften widmet Böckelmann der Kritik am „Kult der Selbstbestimmung“, den er als Produkt von „Sozialtechniken der gleichschaltenden Individualisierung“ versteht: Fasziniert von der Verheißung schrankenloser Selbstverfügbarkeit, sammelten wir Wahlmöglichkeiten und versuchten, Festlegungen möglichst zu vermeiden. Ein „unerbittliches Selbst“ nehme das „autonomietrunkene Individuum an die Kandare“. Männlichkeit und Weiblichkeit und die „sexuellen Orientierungen“ verlören sich im „Einheitsgeschlecht der Selbstverfügbarkeit“. Internet, Finanzmarkt, Zusammenleben, Sex, Verkehr, Verwaltung und Demokratie seien längst zu posthumanen Systemen geworden, betrieben vom Kollektiv der Selbstbestimmten. Durch Erwerbstätigkeit und im sozialen Verteilungskampf suchten die Individuen das Potenzial ihrer Selbstverwirklichung zu erweitern. Aber „beide nehmen kein Ende und sperren die Lebensentwürfe der ungleichen Einzelnen in einen Status der Vorläufigkeit“.
In seinem Buch Risiko, also bin ich – Von Lust und Leid des selbstbestimmten Lebens (2011) beschreibt Böckelmann die „Risikoexistenz“ unserer Tage, die nach der „Entmachtung der richtungweisenden Instanzen (Kirche, Staat, Familie, Stand, Sittengesetz)“ als letzte Entscheidungs- und Verantwortungsinstanz übrig bleibe, daraus den – falschen – Schluss ziehe, sie sei allmächtig geworden, und dann meist über die Ebene der Potentialität nicht mehr hinauskomme.
Der Rezensent Lorenz Jäger bescheinigte Böckelmann 2011 in der FAZ, auf eine besondere, unspektakuläre Weise subversiv geblieben zu sein: „Die wahre subversive Aktion wäre heute zum Beispiel eine Ehe, ein Kind, ein Verzicht. Also eine Aktion, in der das Einzelsubjekt sich nicht mehr als isolierten Mittelpunkt der Selbstsorge und -suche empfindet, sondern sich entäußert und hingibt.“ „In einer sehr geglückten Formulierung“ spreche Böckelmann von der „Suche nach etwas, das es wert wäre, endlich keine Wahl mehr zu haben“. „Dagegen kommt keines der unendlichen, gauklerischen Möglichkeitsversprechen mehr an.“
Ebenfalls in der FAZ bezeichnete Patrick Bahners ihn 2021 als „Ideologen“ der „neuen nationalen Revolution“.

### Politisches Engagement
Böckelmanns zentrale Positionen kennzeichnen auch die redaktionelle Linie des von ihm herausgegebenen politischen Magazins Tumult. Vierteljahresschrift für Konsensstörung. In der Ausgabe Winter 2015/2016 schrieb er: „Die Immigranten wenden die Hypermoral, zu der sich viele Deutsche in eitler Selbstlosigkeit aufschwingen, gegen die deutschen Institutionen.“ Die „fortgesetzte Mahnung an [...] zwölf Jahre in ihrer Vorgeschichte“ habe viele Deutsche „geschichtslos gemacht“.
Böckelmann wird häufig eine Entwicklung von der Neuen Linken zur Neuen Rechten attestiert. Von erklärten Linken wurde er als „Neuer Rechter“ und sogar als „neurechter Propagandaminister“ und „rechtsradikaler Publizist“ bezeichnet. Nach Michael Buselmaier (Saarländischer Rundfunk) könne sich Böckelmann „einmal mehr als Teil der Avantgarde fühlen, denn wie anders als von rechts kann man heute, wo der Zeitgeist weit links zu stehen und sogar die CDU einzuschließen scheint, noch provozieren?“ Dass sich der Widerstand gegen die Migrationspolitik der Bundesregierung in den neuen Bundesländern konzentriert, erklärt Böckelmann mit Diskrepanzen in der Sozialisation. Im Westen habe eine breite Mehrheit ihr Eintauchen in die globale, US-amerikanisch geprägte Konsum- und Popkultur als wirtschaftlichen Aufstieg und Weg zu höherer Selbstwertschätzung erfahren. In den neuen Bundesländern aber sträubten sich nach zwei Diktaturen viele Menschen gegen abstrakte Postulate und Parolen, ermutigt durch die Erfahrung des erfolgreichen Volksaufstands 1989/90. Als später erneut abstrakte Leitideen als maßgeblich proklamiert worden seien – „Toleranz“ und „Weltoffenheit“, „Vielfalt“ und globale Gerechtigkeit – provozierte dies eine Trotzhaltung. Man wolle nicht mehr als Verfügungsmasse für große Läuterungsideen dienen.
Auf die politische Polarisierung in der deutschen Bevölkerung angesprochen, äußerte Böckelmann in einem Interview des Zeit Magazins: „Solange man die reale Gefahr einer schleichenden Islamisierung Deutschlands für Unsinn erklärt; solange man sagt, das sei alles Panikmache, und solange jeder, der sich wehrt, diffamiert wird – so lange muss der Riss vertieft werden.“ Alle Debatten in Deutschland fänden auf einem „Begriffsteppich“ statt, der den Etablierten von vornherein Recht gebe und die anderen abwerte. Wer sich gegen die „chaotische Massenimmigration“ zur Wehr setze, werde als „rechtspopulistisch“ und als „Nazi“ diffamiert. Die meisten Gesprächsangebote hätten rein therapeutischen Charakter.
Böckelmann nahm am 15. Dezember 2014 an einer Demonstration der Bewegung Pegida in Dresden teil. Gegenüber einer Stern-Reporterin soll er sich wie folgt geäußert haben: „In Sachsen gibt es heute kaum Einwanderer. Aber in 50 bis 100 Jahren besteht die Gefahr einer Islamisierung Deutschlands. Ich möchte Widerstand dagegen leisten, dass sich Traditionen vermischen und keine Unterschiede mehr erkennbar sind. Die Politik macht Tür und Tor auf für alle, die reinwollen. Die Leute spüren, dass sie sich unter der Fahne versammeln müssen.“
Böckelmann gehörte zu den Erstunterzeichnern der von Vera Lengsfeld ausgegangenen Initiative „Gemeinsame Erklärung 2018“, die sich gegen eine „Beschädigung Deutschlands“ durch „illegale Masseneinwanderung“ wendet. 2019 gehörte Böckelmann zu den Erstunterzeichnern des Aufrufs „Stop Gendersprache Jetzt!“, neben u. a. Norbert Bolz, Wolfgang Grupp, Reiner Kunze und Helmut Markwort. Böckelmann steuerte das Vorwort zum Björn-Höcke-Gesprächsband Nie zweimal in denselben Fluß bei. Eine ausführliche Selbstdarstellung seines Werdegangs und seiner politischen Positionen erschien anlässlich seines 80. Geburtstags in einem Interview mit der der Neuen Rechten zugeordneten Zeitschrift „Krautzone“ im Oktober 2021.

## Veröffentlichungen (Auswahl)

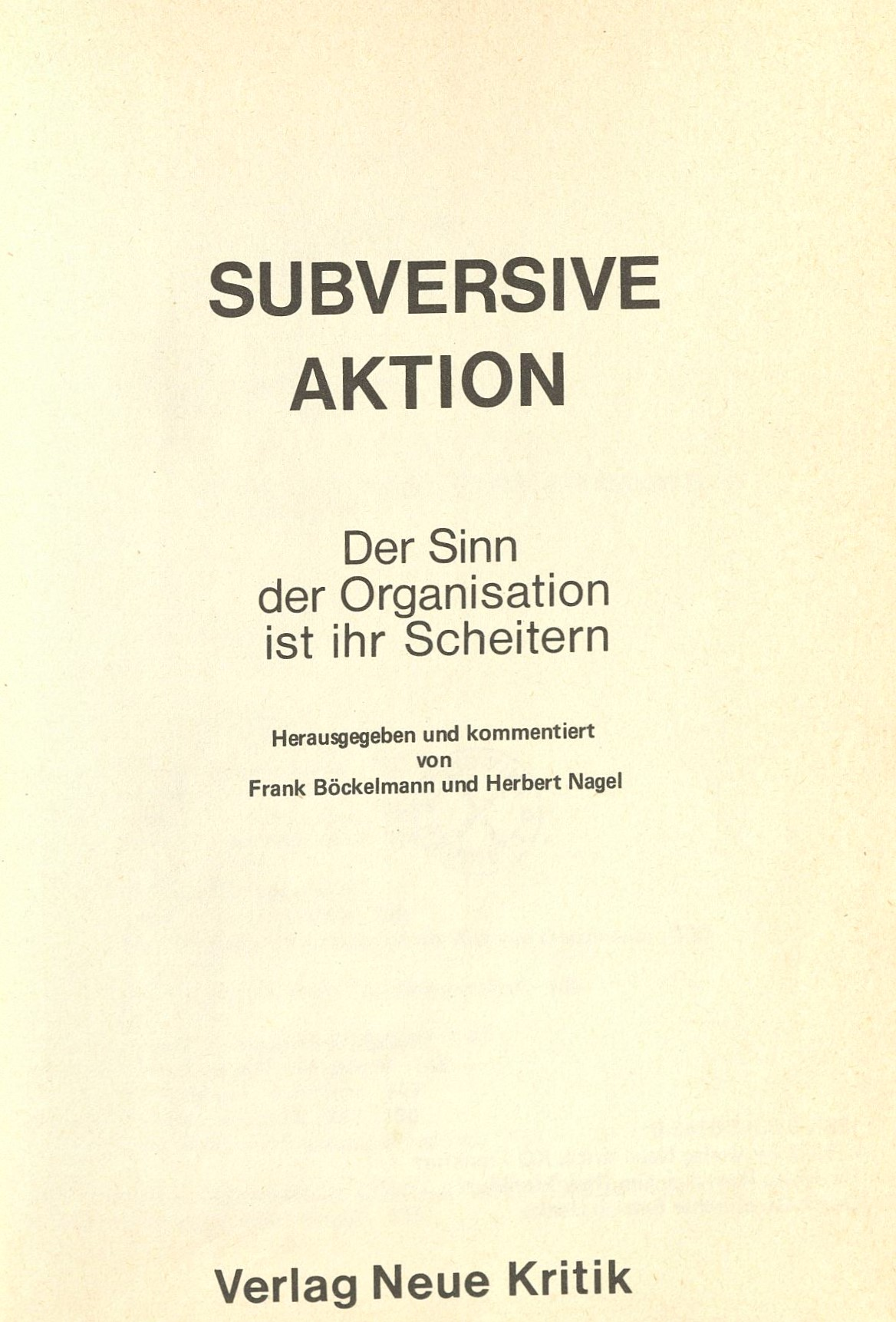
Subversive Aktion (1976)

- als Herausgeber: Die Schriften zu J. G. Fichtes Atheismus-Streit. Rogner & Bernhard, München 1969.
- Befreiung des Alltags. Modelle eines Zusammenlebens ohne Leistungsdruck, Frustration und Angst Rogner & Bernhard, München 1970, ISBN 3-920802-53-5.
- Die schlechte Aufhebung der autoritären Persönlichkeit (= Marxismus-Bibliothek. 7, ZDB-ID 120176-1). Makol-Verlag, Frankfurt am Main 1971, (mehrere Auflagen, zuletzt ça ira, Freiburg 2017).
- mit Anita Albus, Bazon Brock, Peter Gorsen, Hazel Rosenstrauch und Rita Mühlbauer: Maskulin – Feminin. Die Sexualität ist das Unnatürlichste von der Welt. Rogner und Bernhard, München 1972, ISBN 3-920802-87-X (2., vermehrte Auflage. ebenda 1975).
- Über Marx und Adorno. Schwierigkeiten der spätmarxistischen Theorie (= Marxismus-Bibliothek. 21). Makol-Verlag, Frankfurt am Main 1972 (2., vom Autor durchgesehene Auflage. Ça-Ira-Verlag, Freiburg (Breisgau) 1998, ISBN 3-924627-53-3).
- mit Reinhard Wetter: Knast-Report. Makol-Verlag, Frankfurt am Main 1972.
- Die Problematik existentieller Freiheit bei Karl Jaspers. München 1972, (München, Universität, Dissertation, 1973).
- Theorie der Massenkommunikation. Das System hergestellter Öffentlichkeit, Wirkungsforschung und gesellschaftliche Kommunikationsverhältnisse. Suhrkamp, Frankfurt am Main 1975, ISBN 3-518-00658-4 (In italienischer Sprache: Teoria della comunicazione di massa. Meccanismi della formazione dell'opinione pubblica. Ricerca delle conseguenze e condizioni della comunicazione sociale (= Comunicazione di massa. 5). Eri, Turin 1980; In spanischer Sprache: Formación y funciones sociales de la opinión pública. Gili, Barcelona 1983).
- als Herausgeber mit Herbert Nagel: Subversive Aktion. Der Sinn der Organisation ist ihr Scheitern. Verlag Neue Kritik, Frankfurt am Main 1976, ISBN 3-8015-0142-6 (Auch: ebenda 2002, ISBN 3-8015-0352-6).
- heidenheim. ein heimat-gedicht. Mit einem Frontispiz von Joseph Beuys. Alphëus-Verlag, Berlin 1979, ISBN 3-922555-01-2.
- mit Günter Nahr: Staatliche Öffentlichkeitsarbeit im Wandel der politischen Kommunikation (= AfK-Studien. 11). Spiess, Berlin 1979, ISBN 3-920889-83-5.
- Italien. Selbstregulierung eines „freien“ Rundfunkmarktes (= Kommerzielles Fernsehen in der Medienkonkurrenz. Bd. 2 = AfK-Studien. 20). Wissenschaftsverlag Spiess, Berlin 1984, ISBN 3-88435-109-5.
- mit Dietrich Leube: Das Katastrophen-Album (= Delphi. 1026). Greno, Nördlingen 1985, ISBN 3-921568-60-9.
- Journalismus als Beruf. Bilanz der Kommunikatorforschung im deutschsprachigen Raum von 1945 bis 1990 (= Schriften der Deutschen Gesellschaft für COMNET. Bd. 10). Universitäts-Verlag Konstanz, Konstanz 1993, ISBN 3-87940-455-0.
- Wirtschaftliche Verflechtungen und Konkurrenz der Medien in Bayern. Eine Bestandsaufnahme (= BLM-Schriftenreihe. 25). R. Fischer, München 1993, ISBN 3-88927-131-6 (Mehrere Auflagen).
- mit Claudia Mast und Beate Schneider: Journalismus in den neuen Ländern. Ein Berufsstand zwischen Aufbruch und Abwicklung (= Medien und Märkte. Bd. 3). Universitäts-Verlag Konstanz, Konstanz 1994, ISBN 3-87940-443-7.
- Ins Kino. Boer, München 1994, ISBN 3-924963-62-2.
- mit Kurt Hesse: Wem gehört der private Rundfunk? Umfang und Auswirkung der Beteiligungen am privaten Rundfunk in Deutschland (= AKM-Studien. 41). UVK-Medien, Konstanz 1996, ISBN 3-89669-216-X.
- Begriffe versenken. Belastungsproben und Liquidationen in drei Jahrzehnten. Syndikat, Bodenheim 1997, ISBN 3-931705-09-9 (Später unter dem Titel: Die Emanzipation ins Leere. Beiträge zur Gesinnungsgeschichte 1960–2000. Philo, Berlin 2000, ISBN 3-8257-0167-0).
- Die Gelben, die Schwarzen, die Weißen (= Die Andere Bibliothek. Bd. 159). Eichborn, Frankfurt am Main 1998, ISBN 3-8218-4159-1 (Auch: ebenda 1999, ISBN 3-8218-4475-2; ausgezeichnet mit dem Sonderpreis „Das politische Buch“ der Friedrich-Ebert-Stiftung). Erweiterte Neuausgabe: Berlin 2018.
- Offene Türen eingerannt. Rückblick auf die frühen und späten sechziger Jahre. In: Claus-M. Wolfschlag (Hrsg.): Bye-bye '68 ... Renegaten der Linken, APO-Abweicher und allerlei Querdenker berichten. Stocker, Graz u. a. 1998, ISBN 3-7020-0815-2, S. 71–87, (autobiographische Skizze).
- Deutsche Einfalt. Betrachtungen über ein unbekanntes Land. Hanser, München u. a. 1999, ISBN 3-446-19757-5.
- Wem gehören die Zeitungen? Die Inhaber- und Beteiligungsverhältnisse der Tages- und Wochenzeitungsverlage in Deutschland (= AKM-Studien. 44). UVK-Medien, Konstanz 2000, ISBN 3-89669-321-2.
- mit Hersch Fischler: Bertelsmann. Hinter der Fassade des Medienimperiums. Eichborn, Frankfurt am Main 2004, ISBN 3-8218-5551-7.
- Hörfunk in Deutschland. Rahmenbedingungen und Wettbewerbssituation, Bestandsaufnahme 2006. Eine Studie. Vistas-Verlag, Berlin 2006, ISBN 3-89158-441-5.
- Die Welt als Ort. Erkundungen im entgrenzten Dasein. Karolinger u. a., Wien u. a. 2007, ISBN 978-3-85418-123-1.
- Risiko, also bin ich. Von Lust und Last des selbstbestimmten Lebens. Galiani, Berlin 2011, ISBN 978-3-86971-034-1.
- Jargon der Weltoffenheit. Was sind unsere Werte noch wert? Edition Sonderwege bei Manuscriptum, Waltrop u. a. 2014, ISBN 978-3-937801-96-4.
- mit Dietrich Leube: Entkommen oder Not macht erfinderisch: Auswege in Wort und Bild. Die Andere Bibliothek, Berlin 2017, ISBN 978-3-8477-0385-3.
- als Herausgeber: Rolf Peter Sieferle: Das Migrationsproblem – Über die Unvereinbarkeit von Sozialstaat und Masseneinwanderung (Die Werkreihe von TUMULT #01). Manuskriptum, Waltrop/Berlin 2017, ISBN 978-3-944872-41-4.
- Die Säumigen. Prosa. Manuscriptum, Lüdinghausen/Neuruppin 2021, ISBN 978-3-948075-98-9.